# Administration territoriale de la Finlande
L’organisation territoriale de Finlande repose sur les dispositions du chapitre XI de la Constitution de la Finlande et plus particulièrement sur les articles 119 et 122.

## Historique

### Provinces historiques (1634-1997)
Les provinces historiques ont pour origine la subdivision territoriale qui existait lorsque la Finlande était une partie de la Suède.

### Provinces (1997-2009)
De 1997 à 2009, la Finlande a été subdivisée en provinces (läänit en finnois, län en suédois), après une réforme qui réduisit leur nombre de 12 à 6. Les provinces répondaient à une logique de déconcentration et ne possédaient donc pas d’autonomie politique ni de personnalité morale propre. La seule exception étant Åland, dont le statut d'autonomie est prévu par l’article 120 de la Constitution.
Leurs domaines de compétences était : le social et santé, l'éducation et culture, l'administration de la police, les services de secours, l'équipement, les affaires de la concurrence et la consommation et l’administration judiciaire.
La réforme territoriale de 2009 a entraîné leur disparition au 1er janvier 2010.

## Subdivisions actuelles

### NUTS 1: Finlande continentale et Åland
La Finlande se subdivise en deux principaux territoires : la Finlande continentale et l'île d'Åland. En effet, l'article 120 de la Constitution finlandaise dispose :

« La Province d'Åland dispose de l'autonomie, conformément aux dispositions spécifiques de la loi sur l'autonomie d'Åland. »

— Constitution de la Finlande

« Ahvenanmaan maakunnalla on itsehallinto sen mukaan kuin Ahvenanmaan itsehallintolaissa erikseen säädetään. »

— Suomen perustuslaki
Eurostat définit ces deux régions comme le premier niveau statistique européen en Finlande (NUTS 1). Toutefois, alors que les régions classées parmi le premier niveau NUTS 1 doivent avoir de 3 à 7 millions d’habitants en moyenne, Åland en compte moins de 30 000.

### NUTS 2:secteurs principaux
En dépit de la réforme territoriale de 2010 qui a supprimé les provinces, Eurostat a maintenu 5 entités intermédiaires qui répondent aux besoins du classement en nomenclature d'unités territoriales statistiques. Ces secteurs principaux correspondent au second niveau statistique européen en Finlande (NUTS 2).

### Régions
Il y a 19 régions en Finlande (maakunta en finnois, landskap en suédois). Cet échelon administratif résulte de la réforme de 1997. Elles sont gouvernées par des conseils régionaux. 
Les régions œuvrent en matière d'emploi, de développement économique, d'éducation, d'environnement et dans d'autres secteurs administratifs régionalisés de l'État finlandais. Elles sont des administrations décentralisées de l’État et ne disposent généralement pas d'une autonomie politique.

### Sous-régions
La sous-région (en finnois : sing. seutukunta, en suédois : ekonomisk region) est une division sous-régionale de la Finlande formée par le regroupement de quelques communes limitrophes et appartenant à la même province. Chaque commune de Finlande appartient à une sous-région.
Ces districts constituent le niveau 1 (LAU 1) des unités administratives locales définies par l'Union européenne (anciennement NUTS 4).

### Centres ELY
Il existe 15 centres pour le développement économique, les transports et l'environnement ELY.

### Communes

Communes de Finlande.

La commune (en finnois : kunta ; en suédois : kommun) est le plus bas échelon de gouvernement local de Finlande.
Elles ont la charge de la plupart des services publics tels que l'éducation, la santé, l'approvisionnement en eau et les voies de circulation locales.
Elles n'ont aucun pouvoir législatif ou de police qui sont du ressort du gouvernement central. Cependant, elles ont des compétences en matières de contraventions et de trafic routier. 
Elles ont aussi la personnalité juridique.
Avant 2007, les communes ne possédaient pas de maire mais une réforme de leur structure a conduit à l'élection du premier maire (en finnois : pormestari' ; en suédois : 'borgmästare) en 2007 dans la commune de Tampere. Cependant, le maire est élu par le conseil municipal et non directement par les citoyens.